# 白斑园蛛
白斑园蛛（学名：Araneus albomaculatus）为园蛛科园蛛属的动物。在中国大陆，分布于云南等地，常生活于林间。该物种的模式产地在云南景洪州。